# Paralitherium
Paralitherium — вимерла сирена з пізнього еоцену Угорщини.

## Етимологія
Назва виду tarkanyense вшановує Фельсотаркань, Угорщина, де було зібрано типовий зразок.